# Mas Flassià
El Mas Flassià és un edifici del municipi de Vidreres (Selva) inclosa en l'Inventari del Patrimoni Arquitectònic de Catalunya.

## Descripció
Es tracta d'una masia ubicada i enquadrada dintre d'un solar de grans dimensions; de planta rectangular, està estructurada en tres plantes: la planta baixa contempla tres obertures, com són el gran portal d'accés adovellat d'arc de mig punt amb unes dovelles de grans dimensions, flanquejat per dues finestres rectangulars, de llinda monolítica, amb muntants de pedra, amb l'ampit treballat i cobertes amb un enreixat de ferro forjat. Pel que fa al primer pis o planta noble, recull tres obertures de similar tipologia, és a dir, de llinda monolítica conformant un arc pla, muntants de pedra, ampit treballat i l'únic element que els diferencia és que la central és sensiblement major que les dues laterals. En aquest primer pis, destaca la presència de l'imponent rellotge de sol, el qual recull la data d'origen o reconstrucció de la masia (1567) i la reforma que es va dur a terme el 1967. Finalment, el segon pis és projectat com a golfes amb dues minúscules finestres geminades de llinda monolítica, conformant un arc pla i amb muntants de pedra. La masia està coberta amb una teulada de vessants a laterals.

## Història
Es tracta d'un mas ja documentat en el segle xiii i s'anomenava Bellveí. Va ser un dels més importants de Vidreres i després de diverses compres arribà a tenir unes 220 vessanes, de les quals una part eren ocupades per pins en una zona coneguda com a Pineda d'en Flassià. Per casament, aquest mas passà el 1611 als propietaris del mas Roure de Maçanet, i llavors el 1824 va passar a ser propietat dels amos del mas Gelats de Santa Susanna. En el segle XX aquest important patrimoni quedà en mans de la Beneficència de l'Acció Catòlica d'Arenys de Mar, excepte el mas Flassià que en la dècada dels 60 va ser venut i s'urbanitzà; la casa funcionà com a restaurant fins a la dècada dels 90. Aquest restaurant fou decorat per l'artista vidrenc Joaquim Llucià.